# Los Núñez
Los Núñez är en ort i Argentina.   Den ligger i provinsen Santiago del Estero, i den norra delen av landet, 1 000 km nordväst om huvudstaden Buenos Aires. Los Núñez ligger 234 meter över havet och antalet invånare är 573.
Terrängen runt Los Núñez är platt. Runt Los Núñez är det ganska glesbefolkat, med 43 invånare per kvadratkilometer.. Det finns inga andra samhällen i närheten.
Trakten runt Los Núñez består i huvudsak av gräsmarker.